# Koszary w Wołkowysku

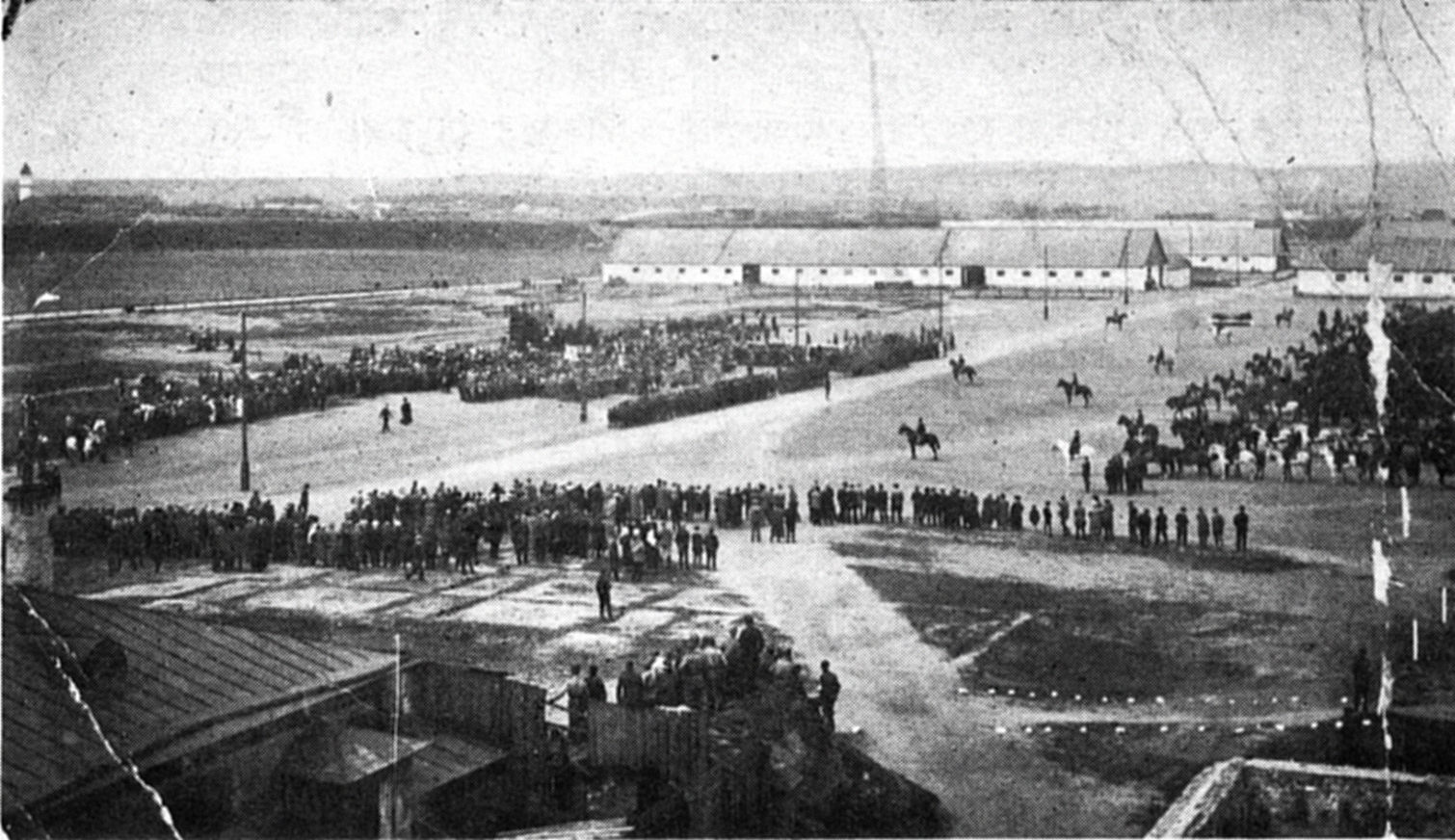
Widok ogólny na koszary

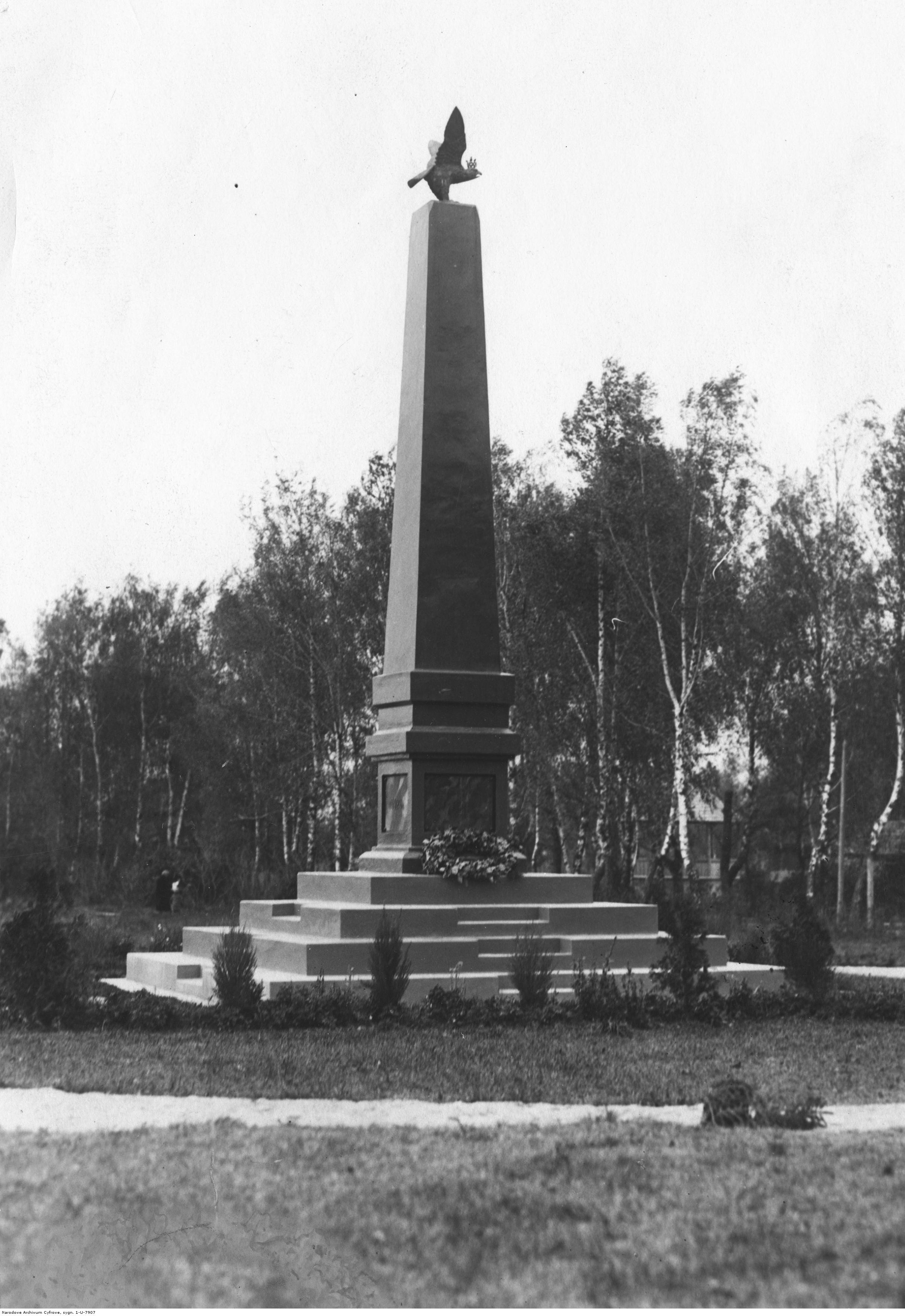
Wołkowysk - pomnik ku czci poległych w latach 1918-1920

Koszary w Wołkowysku – kompleks koszarowy znajdujący się na terenie garnizonu Wołkowysk.

## Charakterystyka
Na terenie garnizonu wołkowyskiego funkcjonował kompleks koszarowy położony tuż przy stacji kolejowej, w rejonie dzisiejszych ulic: Czyrwonaarmiejskaja – Żołudzewa – 9 Maja. Parcela miała kształt trójkąta, drewniane stajnie i działownie zostały zgrupowane po jej zachodniej stronie, a oddzielone od nich placem apelowym murowane koszary i drewniane budynki mieszkalne – po wschodniej. Koszary oddane zostały do użytku w 1890, a do 1914 kwaterowała w nich rosyjska 16 Brygada Artylerii.
Po wojnie polsko-bolszewickiej silnie zniszczone koszary przejęło Wojsko Polskie. W okresie międzywojennym koszary całkowicie wyremontowano, wzniesiono krytą ujeżdżalnię oraz budynek izby chorych. Pojemność koszar szacowano na 1400 ludzi i 600 koni.
W lipcu 1921 przybył do Wołkowyska 3 pułk Szwoleżerów Mazowieckich, ale już 25 maja następnego roku szwoleżerowie przeszli do Suwałk. 8 grudnia 1922 ich miejsce zajął 3 pułk strzelców konnych. Oprócz 3 psk stacjonował tam również szwadron zapasowy 4 pułku Ułanów Zaniemeńskich. 
W okresie II wojny światowej koszary w Wołkowysku zostały w dużej mierze zniszczone. W 1941 w budynkach stajennych Niemcy utworzyli obóz dla jeńców sowieckich, a w latach 1942–1943 przetrzymywali tam Żydów przed ich wywózką do obozów zagłady.
Do czasów współczesnych (2020) przetrwało tylko kilka budynków; w większości są to obiekty nieduże i znacznie przebudowane. Pełnią one funkcje mieszkalne i usługowe. Największy istniejący tam budynek, przypominający swą architekturą koszary, powstał w latach 50. XX w. niemal dokładnie w miejscu starego koszarowca. W dobrym stanie zachował się tylko duży budynek kancelaryjny – prawdopodobnie siedziba dowództwa i kwatermistrzostwa 3 pułku strzelców konnych.